# Giuliano Vangi

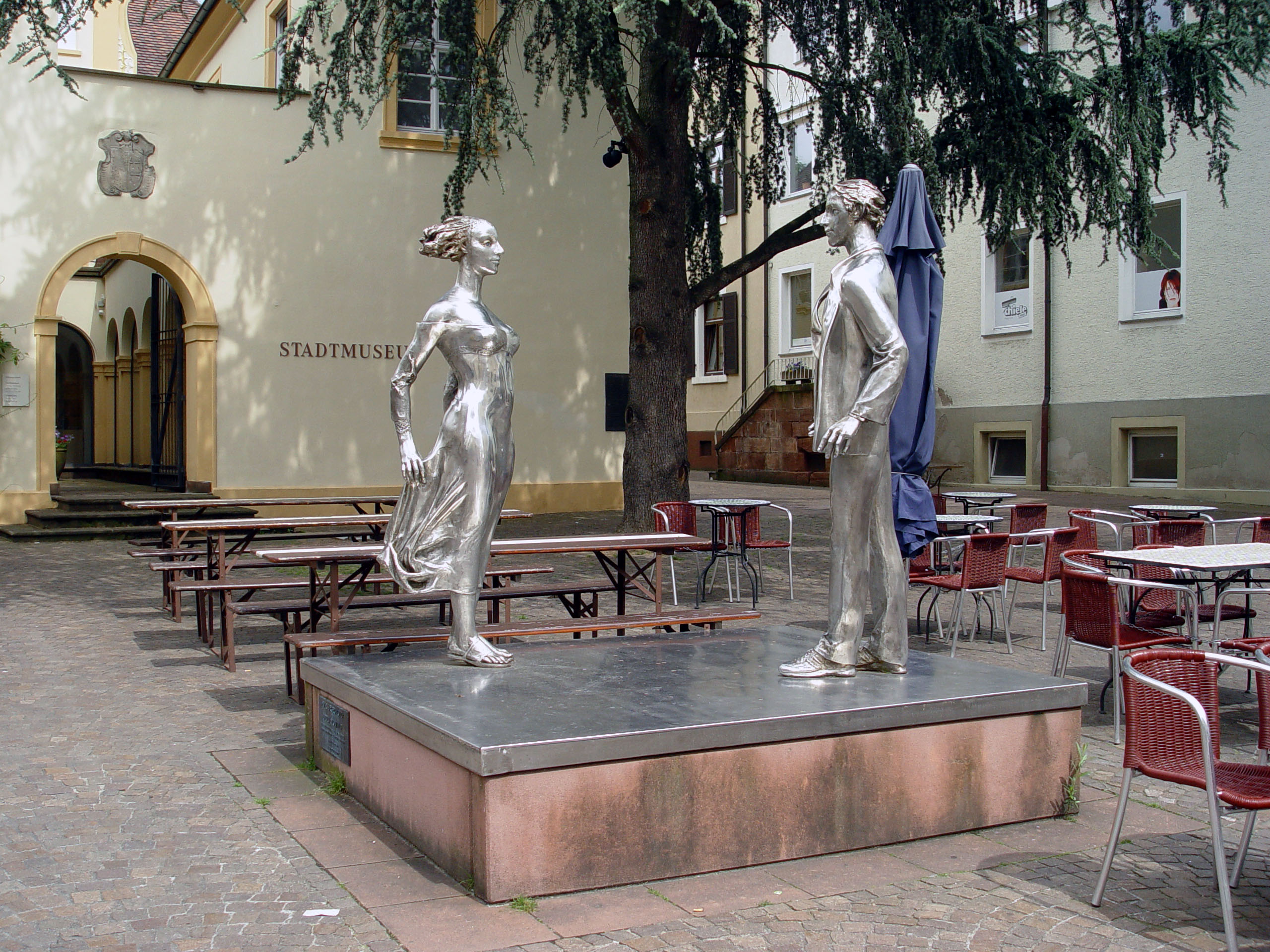
Die Begegnung in Rastatt

Giuliano Vangi (* 13. März 1931 in Barberino di Mugello, Provinz Florenz; † 26. März 2024 in Pesaro) war ein italienischer figurativer Bildhauer.

## Werdegang
Vangi wuchs in Florenz auf, wo er an der Accademia di Belle Arti (Florenz) bei Bruno Innocenti studierte. Von 1950 bis 1959 lehrte Giuliano Vangi am Instituto Statale dell’Arte in Pesaro. Die folgenden vier Jahre hielt er sich in Brasilien auf, seine erste Einzelausstellung fand 1959 in der Galerie Ambiente in São Paulo statt. Nach seiner Rückkehr nach Italien ließ er sich in Varese nieder und lehrte am Istutito de ll’Arte in Cantù.
Vangi lebte seit 1978 in Pesaro und hatte ein Atelier in Fano. Er arbeitet u. a. mit den Materialien Holz, Marmor und Metall. Oft kombiniert er verschiedene Materialien.
Er wurde 1998 mit dem Antonio-Feltrinelli-Preis ausgezeichnet und erhielt 2002 den japanischen Preis Praemium Imperiale im Bereich Skulptur, der mit 15 Millionen Yen (ca. 129.000 Euro) dotiert ist. Dieser weltweit am höchsten dotierte Kunstpreis gilt als Nobelpreis der Künste.
2002 wurde das Vangi Sculpture Garden Museum in Mishima in Japan eröffnet.

## Werke (Auszug)
- Mann mit Maske, 1974, Eingangsbereich zum Schauspielhaus am Goetheplatz in Bremen.
- Die Begegnung, 1991, auf dem Faneser Platz in Rastatt
- Altar, Ambo, Crucifixus und Statuen der Stadtpatrone in der Kathedrale von Padua, 1997
- Varcare la soglia, 1999

## Ausstellungen (Auswahl)
- 1961 Biennale von São Paulo, São Paulo
- 1967 Palazzo Strozzi Florenz
- 1970 Wanderausstellung „Italienische Skulptur“ Hannover, Würzburg, Kiel, Köln, Lissabon
- 1977 documenta 6 Kassel
- 1988 Galerie Universe, Tokyo, Japan[6]

Aufgrund von Partnerschaften zwischen den Städten Rastatt und Fano sowie dem Landkreis Rastatt und der Provinz Pesaro und Urbino kamen Ausstellungen auch in Rastatt zustande.